# Новый Работник
 Новый Работник  — поселок в Земетчинском районе Пензенской области. Входит в состав Юрсовского сельсовета.

## География
Находится в северо-западной части Пензенской области на расстоянии приблизительно 16 км на север от районного центра поселка Земетчино.

## История
Основан в 1920 году. В 1955 году центральная усадьба колхоза имени Мичурина. В 1936 году в него переселилась часть жителей поселка Стремление. В 1966 году в черту поселка включены поселки Киселевка и Паново. В 2004 году учтено 78 хозяйств.

## Население
Численность населения: 55 человек (1926 год), 83 (1936), 246 (1959), 378 (1979), 195 (1989), 189 (1996). Население составляло 84 человека (русские 100 %) в 2002 году, 13 в 2010.